# Борис Красногорський
Борис Красногорський — російський журналіст і письменник-фантаст.
Прізвище «Красногорський», ймовірно, є псевдонімом.

## Творчість
Красногорський відомий завдяки своїй науково-фантастичній дилогії про міжпланетні подорожі: «астрономічним романом» «Хвилями ефіру» (1913) і його продовженням, написаним у співавторстві з астрономом Данилом Святським — «Острови ефірного океану» (1914).

### «Хвилями ефіру»
В першому романі, написаному як наслідування Ж. Верна, група петербурзьких ентузіастів займається незвичайними науковими проектами, серед яких — космічний політ на Венеру.
Космічний корабель під назвою «Переможець простору», будується на Обухівському заводі Петрограда і являє собою «вагон для пасажирів» із закріпленим на ньому кільцевим дзеркалом. За задумом автора, промені Сонця повинні чинити тиск на поліровану поверхню дзеркала з силою, достатньою для того, щоб корабель досяг космічних швидкостей (див. Сонячне вітрило). Повертаючи дзеркало відносно вагона і Сонця і враховуючи сили тяжіння планет, можна зменшувати силу тиску променів і змінювати напрям руху. Момент старту вибирають під час сходу або заходу Сонця, коли його промені косо падають на Землю, а апарат попередньо піднімається над землею за допомогою наповнених воднем куль.
Корабель стартує з Марсового поля. За розрахунками автора, весь політ з Землі на Венеру, разом підйомом і спуском у земній атмосфері, мав тривати 42 доби. Однак майже зразу «Переможець простору» виявляється в метеоритному потоці «персеїд». Мандрівники намагалися маневрувати, але один з великих каменів потрапляє в апарат, корабель втрачає своє дзеркало, входить у земну атмосферу і падає в Ладозьке озеро, де його підбирає пароплав.

### «Острови ефірного океану»
Новий старт апарата Імеретинського «Переможець Простору» (у формі вагона з великим поворотним вітрилом-дзеркалом) відбувається за 12 верст від Петербурга по Фінляндській залізниці. Повітряні кулі піднімають його у верхні шари атмосфери, а далі космічний корабель використовує «променевий тиск» для подорожі ефіром до Венери. Найбільше мандрівників (їх було четверо: Валентин Олександрович Імеретинський, Борис Геннадійович Добровольський, Карл Карлович Флігенфегер і Наташа Аракчеєва) утруднювала відсутність тяжіння. За бортом свого корабля вони бачать мертву бабку (Libellulidae) і «метеорний пил». У польоті «пасажири» п'ють чай, їдять м'ясні консерви, обговорюють ефір як нульовий елемент таблиці Менделєєва і небулярну гіпотезу Канта-Лапласа. Несподівано корабель наздоганяють конкуренти на апараті «Patria» і здійснюють кілька залпів з гармати. Автори роману не називають країни, що запустила другий апарат, але імена (Густав Штернцеллер), звернення («фрау») і географічне положення (сусідство з Францією і Росією) вказують на Німеччину. Ядро ворожого апарата пошкодило кермо і російський корабель змушений плисти по ефіру геть від Венери, повз Землю на Марс. Мандрівники коротали час: Наташа читала книги, Флігенфегер малював, Добровольський обчислював рух комет, а Імеретинський винаходив новий оптичний прилад. Біля Юпітера пасажири змогли стабілізувати політ і рушити назад у напрямку Землі. Однак апарат лише злегка зачіпає земну атмосферу, знову наближається до Венери і, нарешті, опускається на її поверхню. В похмурому світі чужої планети їх зустрічають бабки, галявини з хвощів і ліси сигілярії. В процесі дослідження планети, мандрівники виявляють питну воду, їстівних раків, горіхи, а також бачать у бінокль прапор кайзерівської Німеччини. Мандрівники братаються з двома німцями (Штейн і Блауменберг), які зазнали краху під час спуску апарата «Patria». Ті кажуть про космополітичний характер науки, вказують на уламки свого корабля і могилу їхнього товариша Штернцеллера. Наступним гине від жала місцевого скорпіона Блауменберг. Мандрівникам вдається відремонтувати апарат «Переможець Простору» і повернутися на землю. Експедиція Імеретинського приземлилася в Каспійське море, за декілька верст від Ленкорані Бакинської губернії. Потім на пароплаві вони прибули в Баку, де на головній площі міста відбувся «багатотисячний мітинг». Звідти на тріумфальному поїзді мандрівники вирушили в Петроград, через Гудермес, Ростов, Харків і Москву. В кінці роману Імеретинський одружується з Наташею і вони вирушають в Англію.

### Опис апарата Імеретинського
Автори роману описують апарат як двоповерховий металевий вагон у формі циліндра (дно має форму круга). Рушійною силою апарата є дзеркало-рефлектор, що виконує роль сонячного вітрила. Одночасно дзеркало виконує роль парашута під час приземлення. Керування дзеркалом здійснюється за допомогою важелів. Із приладів згадані телескоп, термометр, хронометр, бінокль, вага Гольцева і велосиметр. Спостереження за простором здійснюється через вікна, які прикривають фіранки. Внутрішні відсіки названі кімнатами і каютами. В апараті були запаси їжі на 3 місяці. Швидкість вагона досягала 160 км/с.

## Твори
- Красногорский Б. По волнам эфира. Астрономический роман. — Санкт-Петербург : Книгоиздательство «Всходы», 1913. — (Библиотека «Всходов»)
- Красногорский Б., Святский Д. Острова эфирного океана. Астрономический роман. — Петроград : Книгоиздательство «Всходы», 1914. — 258 с. — (Библиотека «Всходов»)
- Красногорский Б.  — Екатеринбург : Тардис, 2011. — 200 с. — (Фантастический раритет) — 1100 прим. Архівовано з джерела 24 листопада 2017
- Красногорский Б., Святский Д.  — Екатеринбург : Тардис, 2011. — 204 с. — (Фантастический раритет) — 1100 прим. Архівовано з джерела 10 жовтня 2020